# Galeodes setipes
Espèce
Galeodes setipes est une espèce de solifuges de la famille des Galeodidae.

## Distribution
Cette espèce est endémique d'Ouzbékistan. Elle se rencontre vers Ferghana.

## Description
Le mâle holotype mesure 38 mm.

## Publication originale
- Birula, 1905 : Bemerkungen über die Ordnung der  Solifugen. I-V. Annuaire du Musée Zoologique de l’Académie Impériale des Sciences de St.-Pétersbourg, vol. 9, p. 391–416 (texte intégral).